# S/S Cap Arcona

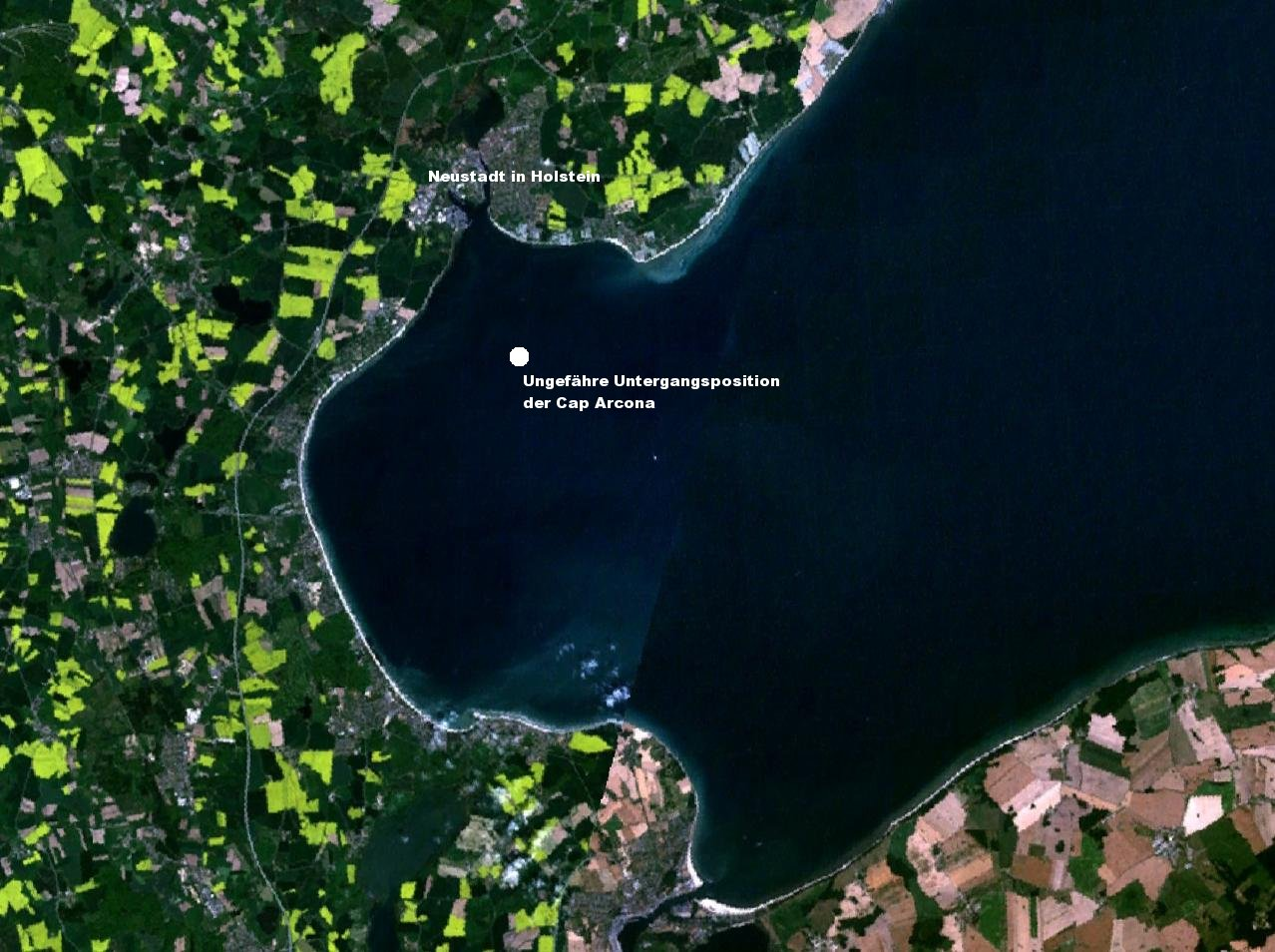
Lübecker Bucht. Cap Arcona sänktes tre km från Neustadt (uppe till vänster.)

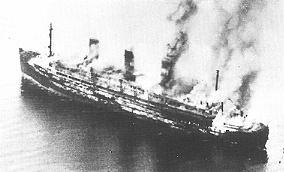
Cap Arcona efter attacken

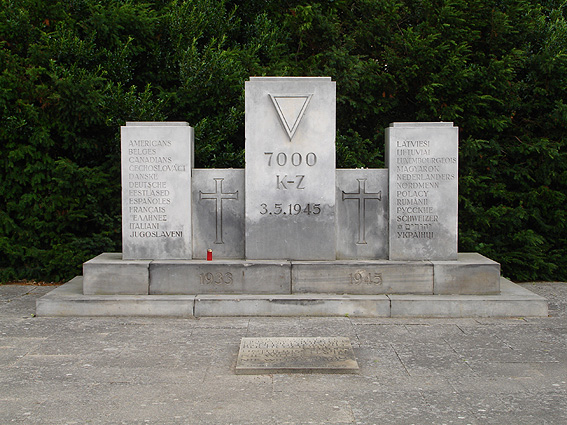
Minnesmärke för de omkomna

S/S Cap Arcona  var en stor tysk oceanångare och flaggskeppet för Hamburg Südamerikanische Dampfschiffahrts-Gesellschaft. Hon sjösattes 14 maj 1927 och bombades och förliste den 3 maj 1945, ett par dagar före andra världskrigets slut. Mellan 7000 och 8000 människor dog när fartyget gick till botten och därmed var en av Östersjöns värsta fartygskatastrofer ett faktum.

## Fartyget i tjänst
Cap Arcona gick i trafik mellan Tyskland och östkusten av Sydamerika. År 1940 rekvirerade Kriegsmarine henne som förläggningsfartyg. Under 1942 användes hon för filminspelningen av propagandafilmen Titanic. I slutet av kriget under våren 1945 skeppade hon 26 000 soldater och civila från Ostpreussen under Operation Hannibal.

## Fartygets sista resa
Hennes sista användning blev som ett fängelsefartyg för fångar från koncentrationsläger som hade evakuerats på grund av den allierade framryckningen. Cap Arcona tillsammans med S/S Deutschland och S/S Thielbek ankrades upp i Lübeckbukten under slutet av april och fartygen fylldes med fångar från Neuengamme, senare tillkom fångar från Stutthof och Mittelbau-Dora.

## Fartygen i Lübeckbukten bombas
Den 3 maj 1945 attackerades de uppankrade fartygen i Lübeckbukten av brittiska Hawker Typhoons från No. 83 Group tillhörande 2nd Tactical Air Force. De tre fartygen sänktes. Mellan 7 000 och 8 000 människor, de flesta koncentrationslägerfångar, antas ha dött i fartygskatastrofen. En stor del av fångvaktarna som tillhörde SS överlevde genom att ta livvästar och räddas av småbåtar. Få fångar överlevde för det fanns inte så många livvästar och båtar. Britterna hade informerats av två oberoende källor om att fartyget var fullt med fångar, men den informationen nådde inte dem som utförde anfallet med attackraketer och automatkanoner.

## Övrigt
Den tyska filmen Titanic (1943) spelades in på Cap Arcona.